# Rainiera
Rainiera là một chi thực vật có hoa trong họ Cúc (Asteraceae).

## Loài
Chi Rainiera gồm các loài: